# 만풀밭쥐
만풀밭쥐(Abrothrix manni)는 비단털쥐과 안데스밭쥐속에 속하는 설치류의 일종이다. 남아메리카에 분포한다.

## 특징
작은 설치류로 머리부터 몸까지 길이가 107mm, 꼬리 길이는 83mm, 발 길이는 25mm이다. 귀 길이는 14mm, 몸무게는 최대 28g이다. 털은 길고 양털처럼 부드러우며 무성하다. 등 쪽은 짙은 회색이고 털 끝은 노랑과 갈색이다. 등 가운데를 따라 불그스레한 갈색 털이 이어지며, 옆구리는 좀더 회색을 띠며, 배 쪽은 짙은 회색부터 회색까지 다양하다. 코는 짧고 연한 노란색과 갈색 털이 덮여 있다.

## 생태
지상성 동물로 낮과 밤에 모두 활동적이다. 먹이는 버섯과 절지동물 유충, 잎, 씨앗, 과일 등이다. 봄과 여름에 번식을 한다.

## 분포 및 서식지
칠레 중부의 칠로에섬 북부 호수 지역과 아르헨티나 중부와 서부의 네우켄 시에 분포한다.